# 万延元年遣米使節

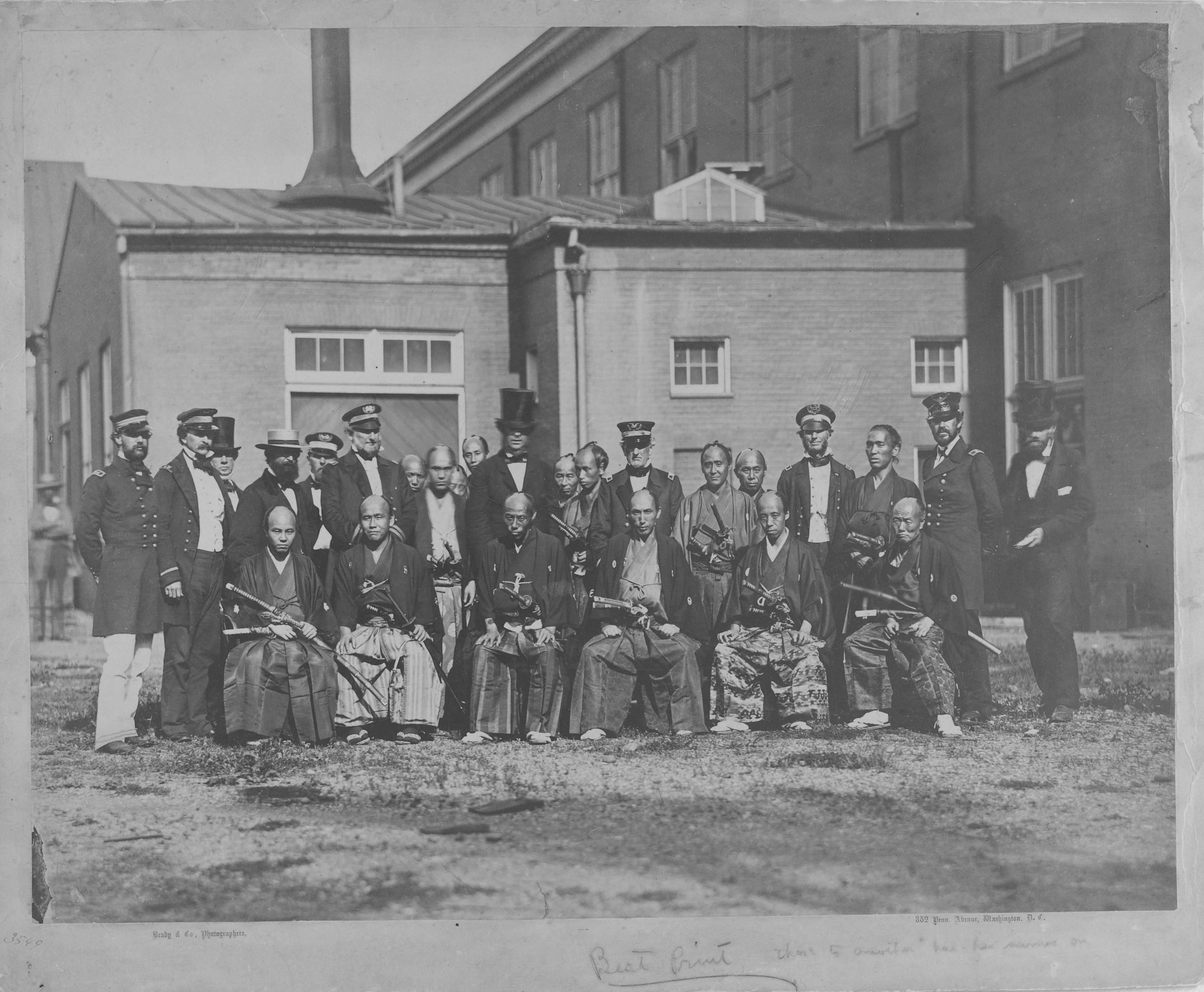
ワシントン海軍工廠での使節団：正使新見正興（中央）、副使村垣範正（左から3人目）、監察小栗忠順（右から2人目）、勘定方組頭、森田清行（前列右端）、外国奉行頭支配組頭、成瀬正典（前列左から2人目）、外国奉行支配両番格調役、塚原昌義（前列左端）

万延元年遣米使節（まんえんがんねんけんべいしせつ）は、江戸幕府が日米修好通商条約の批准書交換のために1860年に派遣した77名から成る使節団である。1854年の開国後、最初の公式訪問団であった。また、津太夫一行以来、日本人として2度目の世界一周をした。

## 背景

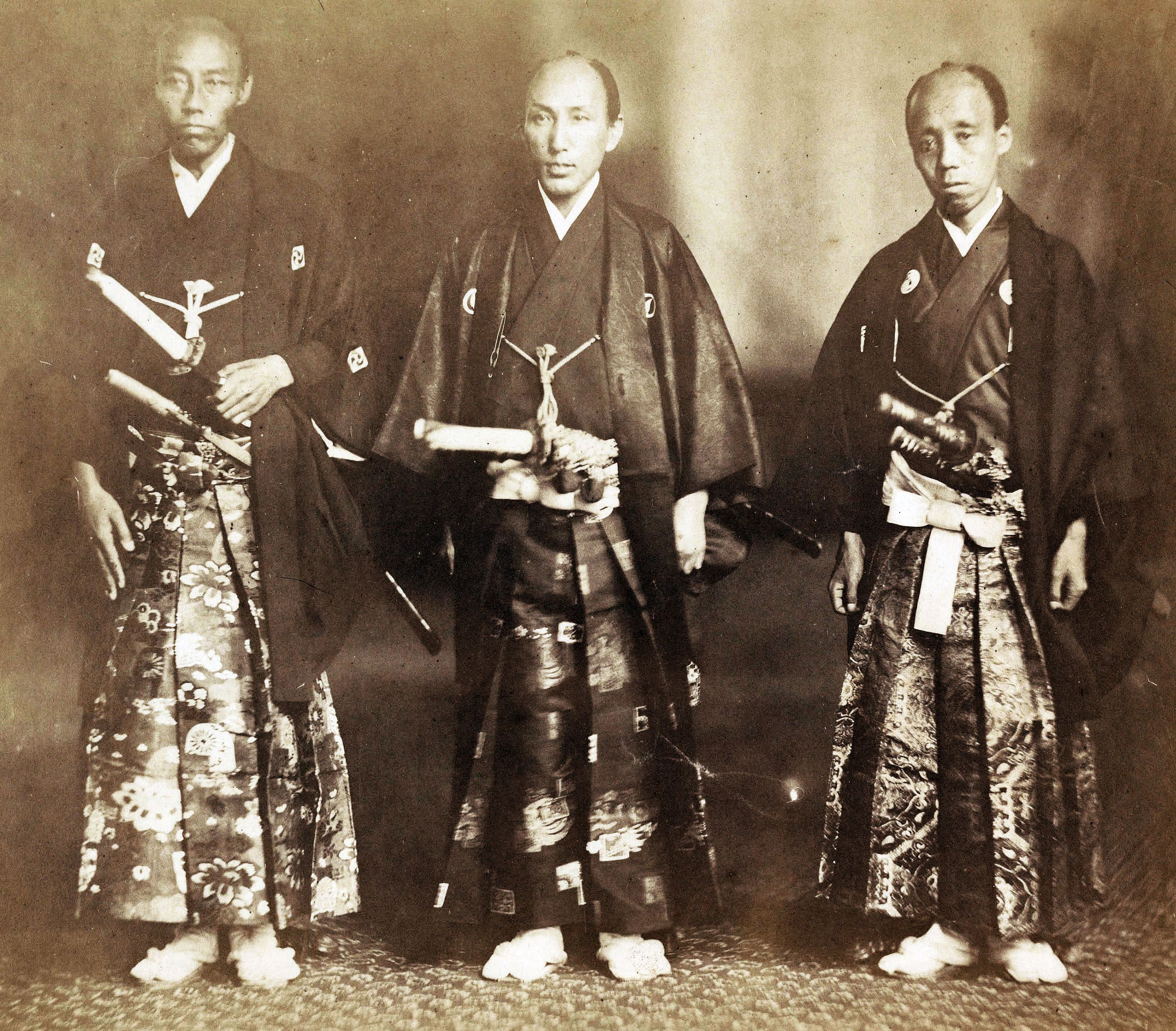
左から村垣範正、新見正興、小栗忠順

嘉永7年3月3日（1854年3月31日）に締結された日米和親条約に続き、安政5年6月19日（1858年7月29日）には日米修好通商条約が締結された。批准書の交換はワシントンで行うとされたため、江戸幕府は米国に使節団を派遣することとなった（米国での批准書交換を提案したのは条約の交渉を行った岩瀬忠震であったが、安政の大獄で左遷、さらに蟄居をさせられたため、使節には加われず）。安政6年（1859年）9月、正使および副使に、共に外国奉行および神奈川奉行を兼帯していた新見正興と村垣範正が任命された。外国奉行としては村垣が先任であったが、村垣の禄高は500石、対して新見は2,000石であったため、新見が正使に、村垣が副使となった。目付には小栗忠順が選ばれた。本来目付は不正が無いか等を監察するのが任務であるが、非公式ではあるものの小栗には通貨の交換比率の交渉という役目があった。これら3人を正規の代表とする使節団77人は、ジョサイア・タットノール代将が司令官、ジョージ・ピアソン大佐が艦長を務める米国海軍のポーハタン号で太平洋を横断し渡米することになる。また「目付とはスパイのことだ。日本（徳川幕府）はスパイを使節として同行させているのか。」という嫌疑を受けた。その際に「目付とはCensorである」と主張して切り抜けたという。

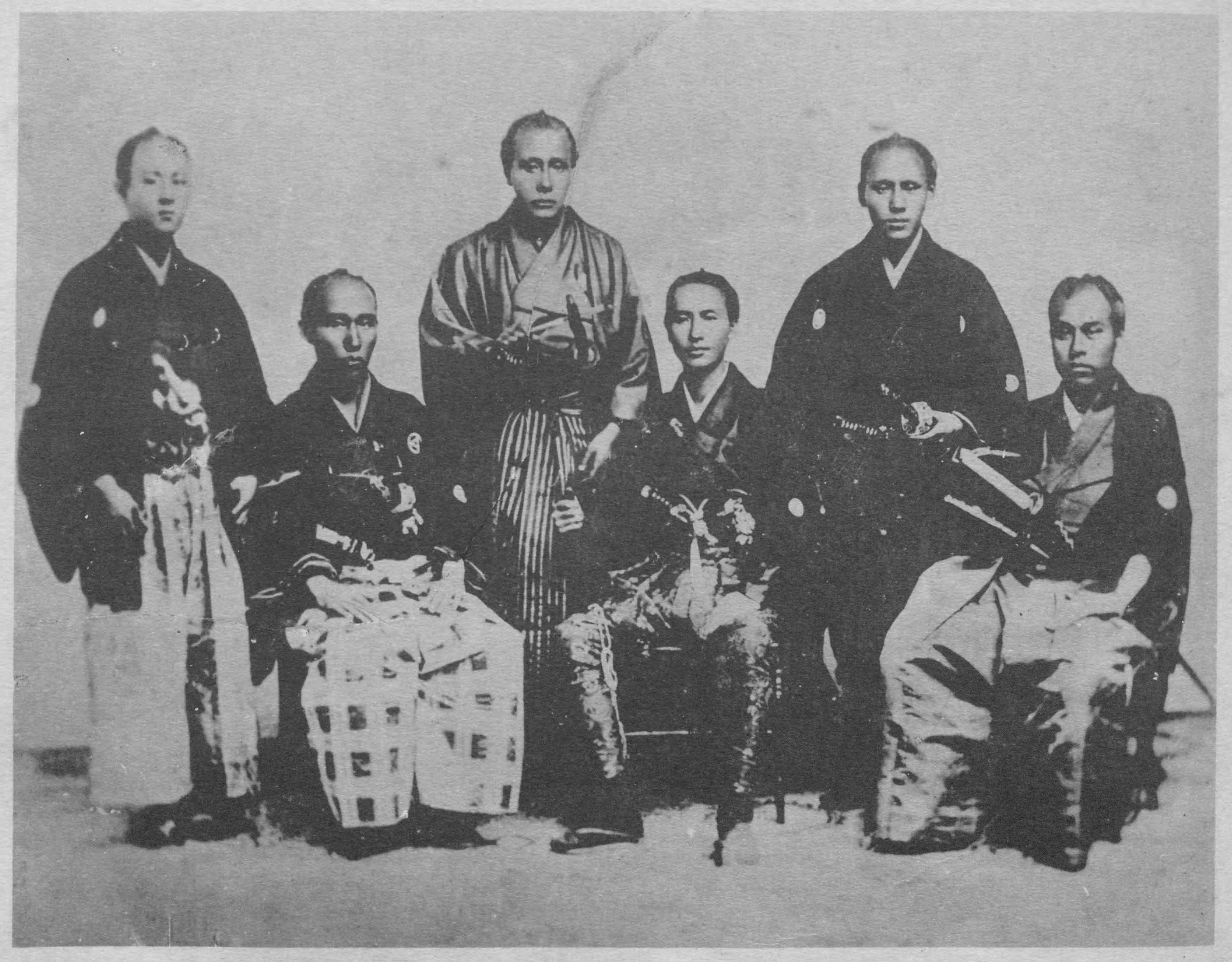
咸臨丸の乗員。右から福沢諭吉、岡田井蔵（教授方手伝）、肥田浜五郎（教授方）、小永井五八郎（勤番下役）、浜口興右衛門（教授方）、根津欽次郎（教授方手伝）

また、ポーハタン号の事故など万が一に備え、軍艦奉行・水野忠徳の建議で、正使一行とは別に護衛を名目に咸臨丸を派遣することになり、軍艦奉行並であった木村喜毅を軍艦奉行に昇進させ、咸臨丸の司令官を命じた。木村は乗組士官の多くを軍艦操練所教授の勝海舟をはじめとする海軍伝習所出身者で固めると共に、通訳にアメリカの事情に通じた中浜万次郎（ジョン万次郎）を選んだ。また、福澤諭吉が木村の従者として乗船している。木村は日本人乗組員の航海技術では太平洋横断に不安ありと考え、技術アドバイザーとして、測量船フェニモア・クーパー号の艦長で海軍大尉ブルック（クーパー号が難破したため、横浜に滞在中であった）を始めとする米国軍人の乗艦を幕府に要請し、反対する日本人乗組員を説得して認めさせた。
記録係として随行した玉虫左太夫による記録『航米日録』が残されている。また、賄方として随行した加藤素毛が語った話が『二夜語』として残されている。

## 旅程

### サンフランスシスコへ

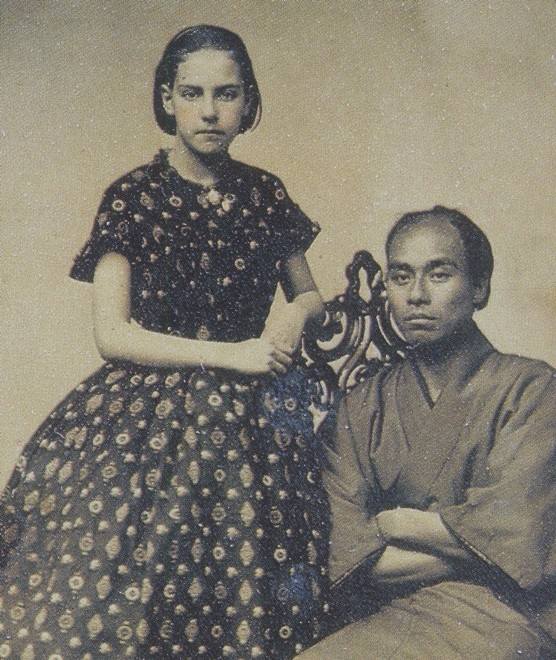
福沢が15歳のTheodora Alice と撮影した写真

安政7年1月18日（1860年2月9日）、使節団一行は品川沖でポーハタン号に乗船、横浜に4日停泊した後、旧暦1月22日（2月13日）、サンフランシスコに向け出港した。途中激しい嵐に遭遇し、石炭を使いすぎたため、旧暦2月13日（1860年3月4日）補給のためにホノルルに寄港（ホノルル到着の2日前に日付変更線を通過しているが、一行の多くは日付の調整を行っていないため、日記の日付が実際の日付と一致しない。以降は調整を行った日付を記す）。ハワイ滞在中一行は、ハワイ王国国王・カメハメハ4世に拝謁している。旧暦2月26日（1860年3月17日）ホノルルを出港、旧暦3月8日（3月28日）にサンフランシスコに到着した。3月11日には市長主催の歓迎式が行われている。
一方、咸臨丸も嵐に遭遇し、木村の予想通り日本人乗員は使いものにならなかったが、ブルック以下米国人乗組員の働きにより、旧暦2月27日（3月18日）にサンフランシスコに到着した（ブルックは遺言で死後50年間は日記の公開を禁じていたため、この航海の実態が明らかになったのは1960年になってからのことである）。ポーハタン号の到着により咸臨丸の任務は完了したが、損傷が酷く修理の必要があった。この修理のためサンフランシスコに留まる間、咸臨丸の乗員らは現地の人々との交流も行っている。福沢諭吉は写真館に出掛け、アメリカ人の少女と一緒に写真に写っている。また、福沢と中浜はウェブスターの英中辞典を買い求めているが、これは英和辞典を作成するためのものであった。咸臨丸はワシントンへ向う正使一行と別れ、旧暦閏3月19日にサンフランシスコを出発、ホノルルを経て旧暦5月5日に浦賀へと帰還した。

### パナマ
使節団はサンフランシスコに9日滞在し、既に万延と改元された旧暦3月17日（4月7日）、パナマへ向かって出港した。万延元年閏3月4日（1860年4月24日）、当時はコロンビアの一部だったパナマに到着。パナマ運河はまだ完成していなかったため、一行はパナマ地峡鉄道が特別に用意した汽車で大西洋側のアスピンウォール（現在のコロン）へと移動した。このときの様子を村垣は「やがて蒸気盛んになれば、今や走り出んとかねて目もくるめくやうに聞きしかば、いかがあらんと舟とは変わりて案じける内、凄まじき車の音して走り出たり」と記している。
途中小休止をはさみ、3時間でパナマ地峡を横断し、大西洋に到達した。ここで1年以上も使節団の到着を待っていたロアノーク号（USS Roanoke）に乗り換える。

### ワシントン、フィラデルフィア、ニューヨーク

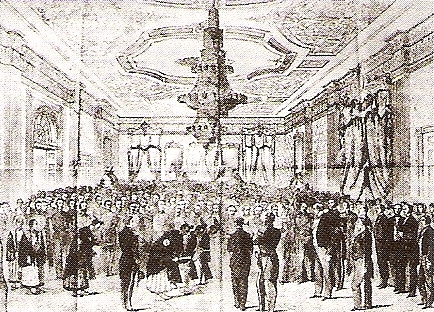
ホワイトハウスでの歓迎会

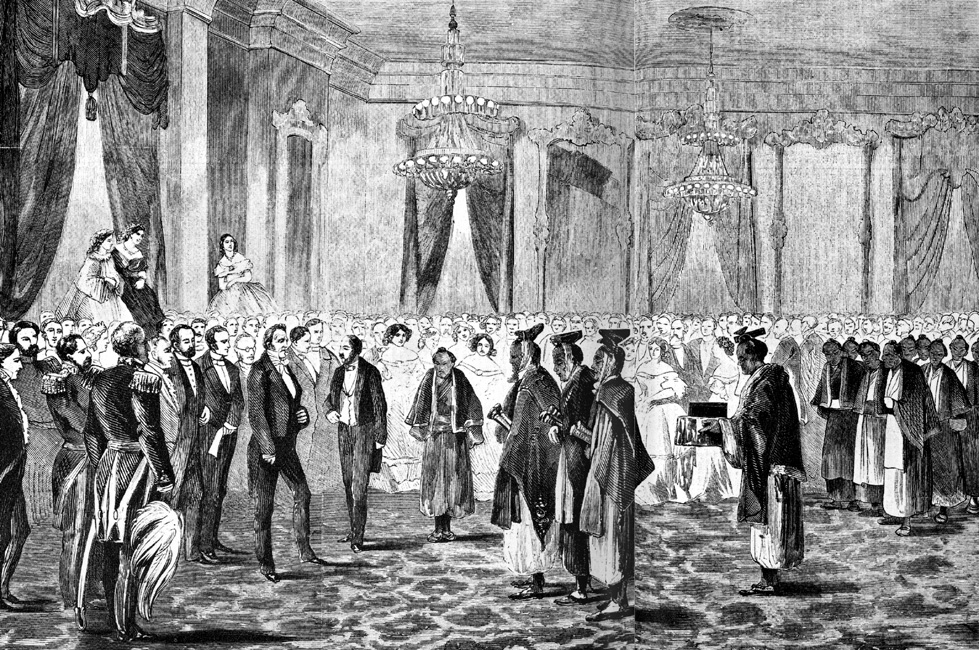
使節を迎えるブキャナン大統領

アスペンウォールを旧暦閏3月6日（4月26日）に出港し、ワシントンには旧暦閏3月25日（5月15日）に到着し、ウィラード・ホテルに滞在した。翌26日（5月16日）にはカス国務長官を訪問し、27日（5月17日）にブキャナン大統領に謁見・批准書を渡した。旧暦4月2日（5月22日）批准書は交換され、最大の任務は完了した（批准交換証書は重要文化財として外務省に保管されている）。ワシントンには25日間滞在するが、その間にスミソニアン博物館、国会議事堂、ワシントン海軍工廠、アメリカ海軍天文台を訪れるなど、休む間もない日々を過ごしている。旧暦4月16日（6月5日）、再び大統領に謁見、その後国務省にて、カス国務長官より使節三人には金メダル、以下随員には銀メダル、従者には銅メダルが贈られた。なお、ワシントン滞在中に複数回にわたり金銀貨幣の交渉が行われている。
旧暦4月19日（6月8日）にワシントンを出発、その日はボルチモアに宿泊し、翌20日（6月9日）フィラデルフィアに向けて出発、その日のうちに到着している。フィラデルフィアでは造幣局を見学し、日米金貨の分析実験や金銀貨幣の交渉も引き続き行っている。またチェスクラブを訪れ将棋を披露している。
フィラデルフィアには6日間滞在し、旧暦4月27日（6月16日）午前発、午後にはニューヨークに到着した。ニューヨークではブロードウェイでパレードが行われ50万人もの人から集まり、空前と言われる大歓迎を受ける。当時のニューヨーク・タイムズは「市の歴史で最も目新しく華々しいイヴェントの一つ」だと評している。ちなみに2010年6月には侍来米150年を記念した特別展示会がニューヨーク市立博物館で開かれている。ニューヨークには13日間滞在しているが、特に重要な行事はなく、旧暦5月12日（6月29日）、ナイアガラ号で帰国の途についた。
なお、一行がニューヨークを出発するとき、当時世界最大の客船であったグレート・イースタンがニューヨーク港に停泊していた。グレート・イースタンは満載排水量3万2160トン、全長211mの巨大船で、排水量であればポーハタンの10倍に達する。一行はこれを軍艦と勘違いしたが、日本と列強との科学技術の差を強く意識させられることとなった。
また、無給通詞見習として同行していた、当時16歳の立石斧次郎が、出発後の米国人将校達との会話を通じ劇的に英語力を高め、米国滞在中には使節のスポークスマンを務めるようになったが、斧次郎の事が米国内の新聞でイラスト付きで報道されたことにより、将校達がつけたニックネーム「トミー」として10代を中心に女性からアイドル的人気を集めるようになり、挙句「トミーのポルカ」なる曲が作られるほどであった。

### 帰国
ニューヨークを出発した一行は、北大西洋を横断してポルトガル領カーボベルデ（現カーボベルデ共和国）のサン・ヴィセンテ島ポルトグランデ（現ミンデロ港）に至り、そこから南下してポルトガル領アンゴラ（現アンゴラ共和国）のルアンダを経由し、旧暦7月11日（8月27日）には喜望峰を回ってインド洋に入った。こののちオランダ領バタヴィア（現インドネシア共和国ジャカルタ）、英領香港を経由し、旧暦9月27日（11月9日）に品川沖に帰着、翌日下船した。

## 使節団員
- 新見正興 - 正使
  - 三崎司義路
  - 新井貢貞一
  - 佐山八郎高貞
  - 安田善一郎為政
  - 堀内周吾朝治
  - 柳川兼三郎当清
  - 荒木数右衛門義勝
  - 玉虫左太夫
  - 日田仙蔵雅忠
- 村垣範正 - 副使
  - 高橋森之助恒春
  - 野々村市之進忠実
  - 西村金五郎長忠
  - 吉川金次郎謙信
  - 綾部新五郎幸佐
  - 松山吉二郎好徳
  - 福村磯吉宗明
  - 谷文一郎文一
  - 鈴木岩次郎金令
- 小栗忠順 - 監察
  - 吉田好三信成
  - 塚本真彦勉
  - 江幡祐造尚賢
  - 三好権三義路
  - 福島恵三郎義言
  - 木村鉄太郎敬直
  - 三村広次郎秀清
  - 佐藤藤七信有
  - 木村浅蔵正義
- 森田清行 - 勘定方組頭
  - 広瀬格蔵包章[注釈 1]
  - 石川鑑吉克己
  - 狩野庄蔵定安
  - 三浦東造道
  - 五味安郎右衛門張元[注釈 2][4]。
- 成瀬正典 - 外国奉行支配組頭
  - 北條源蔵
  - 山田馬次郎清樹
  - 平野新蔵信成
- 塚原昌義 - 外国奉行支配両番格調役
  - 本島八郎芳義
  - 谷村左右助勝武
- 日高圭三郎為善 - 目付方
  - 伊藤久三郎一貫
  - 庵原熊蔵春孝
- 刑部鉄太郎政好 - 勘定各徒目付
  - 佐藤栄蔵政行
  - 小池専次郎光義
- 松本三乃丞春房[注釈 3][5]。
  - 大浜玄之助玄
- 吉田佐五左衛門久道 - 同上
  - 岸弥平重満
- 益頭駿次郎 - 普請役
  - 佐野鼎
- 辻芳五郎信明 - 同上
  - 中村新九郎信仲
- 塩沢彦次郎 - 御小人目付
  - 木村伝之助正盛
- 栗島彦八郎重全 - 同上
  - 坂本泰吉郎保吉 - 20歳。武州八王子出身
- 名村五八郎元度 - 函館奉行支配定役格通詞
  - 片山友吉武富
- 立石得十郎 - 通辞
  - 立石斧次郎 - 同見習い
- 宮崎立元正義[6] - 医師
  - 斉藤五一郎忠実
- 村山伯元淳 - 同上
  - 大橋金蔵隆道
- 川崎道民 - 同上お雇い
  - 島内栄之助包孝
- 山本喜三郎 - 外国方御用達岡田平作代
  - 加藤素毛
  - 佐藤恒蔵
  - 飯野文蔵
    - 半次郎 - 同下男
    - 鉄五郎

## 通貨の交換比率の交渉
この使節団の隠れた目的の一つが、通貨交換比率の交渉であった。
日本においては、銀はもともと丁銀や豆板銀などの、重量を以て貨幣価値の決まる秤量貨幣として流通していたが、江戸後期に発行された一分銀は額面が記載された計数貨幣であった。 その貨幣価値は、金貨である一分金と等価とされ、1/4両に相当する。しかし、天保一分銀の量目は2.3匁に過ぎず、秤量貨幣である天保丁銀の含有銀量を換算した3.9匁にはるかに及ばず、従って、貴金属としての価値は低い。しかしながら、一分銀の発行高は丁銀をはるかに上回るものとなり、天保以降では銀貨流通の主流となっていた。
日米和親条約の締結により、日本貨幣と西洋貨幣との交換比率が定める必要が生じた。幕府は日本における本位貨幣である金を基準にしての交換率設定を主張したが、ハリスは当時の国際決済の標準通貨がメキシコドル銀貨であったため、銀を基準にすることを主張した。結局、幕府は米国側に押し切られ、その銀含有量を基に1ドル＝3分の交換比率を承諾することになる。
このことは、相対的に日本の金が安くなったことを意味する。金の含有量で比較すると、天保小判5両が米国20ドル金貨（Double Eagle）に等しい。このため、1ドル（メキシコ銀貨）→3分（一分銀）→0.75両（天保小判）→3ドル（20ドル金貨）と、両替を行うだけで、莫大な利益を上げることができた。結果、大量の金が海外へ流出することになった。
これを防止する方法として、一分銀が計数貨幣であり国際決済には不適切であることを諸外国に認めてもらう方法がある。小栗は渡米中にこの交渉を行った。小栗は一分銀およびそれと同じ額面を持つ一分金をフィラデルフィアの造幣局で分析させ、一分銀の35.6セントに対し、一分金は89セントに相当することを確認させた。この結果を基に、「洋銀と一分銀の交換は禁止し、90セント=1分として一分金との交換を行う」ことを主張した。米国側は小栗の主張の正当性は理解したものの、合意には至らなかった。しかしながら、この交渉の過程で、小栗はタフ・ネゴシエイターとして日本人の評価を上げたと言われている。
結局、金銀交換比率を諸外国並とするため、幕府は小栗の帰国を待つことなく、天保小判の1/3弱の金含有量の万延小判を新たに発行することになるが、結果として大幅なインフレを招くこととなった。